# Cờ Colorado
Lá cờ của Colorado bao gồm ba sọc ngang; hai sọc trên và dưới có màu xanh dương, sọc giữa có màu trắng. Trên các sọc có một vòng tròn màu đỏ hình chữ C, bên trong là một vòng tròn vàng. Màu xanh dương tượng trưng cho bầu trời, màu vàng tượng trưng cho ánh nắng mặt trời, một biểu tượng được yêu thích của tiểu bang, màu trắng đại diện cho các dãy núi tuyết phủ, và màu đỏ đại diện cho đất đỏ.

## Lịch sử
Lá cờ được thiết kế bởi Andrew Carlisle Johnson năm 1911 và được chấp nhận bởi Colorado General Assembly vào ngày 5 tháng 6 trong cùng năm. Tuy nhiên cơ quan lập pháp đã không ghi rõ kích cỡ của chữ C và màu chính xác của hai màu xanh và đỏ trên lá cờ, làm cho một số lá cờ khi đó có màu hơi khác nhau và có khi vòng tròn hình chữ C nằm hoàn toàn ở giữa sọc. Ngày 28 tháng 2 năm 1929, Đại Hội đồng đã thêm tiêu chuẩn cho lá cờ rằng màu xanh và đỏ có cùng màu với quốc kỳ của Hoa Kỳ. Và ngày 31 tháng 3 năm 1964, cơ quan lập pháp tiếp tục đưa ra tiêu chuẩn về đường kính của vòng tròn vàng, rằng nó sẽ bằng với độ rộng của sọc nằm giữa.
| Cờ của tiểu bang, 1907-1911 |
| Cờ của tiểu bang, 1907-1911 |

| Cờ biến thể của tiểu bang, 1911-1964 |
| Cờ biến thể của tiểu bang, 1911-1964 |

Ví dụ về một biển báo xa lộ tại Colorado

Theo một khảo sát năm 2001 về 72 lá cờ tiểu bang, tỉnh, và các vùng lãnh thổ bởi North American Vexillological Association, lá cờ của Colorado nằm ở vị trí thứ 16.
Cờ của tiểu bang Colorado cũng được dùng để đánh dấu xa lộ của tiểu bang Colorado.